# Deggendorf
Deggendorf är en stad i Landkreis Deggendorf i Regierungsbezirk Niederbayern i förbundslandet Bayern i Tyskland.  Folkmängden uppgår till cirka 36 000 invånare. 